# Титов Євген Володимирович
Євген Володимирович Титов (16 лютого 1921, Харків – 2005, Донецьк) — український хімік, доктор хімічних наук, професор. Заслужений діяч науки і техніки України, завідувач відділу Інституту фізико-органічної хімії та вуглехімії ім. Л. М. Литвиненка НАН України.

## Біографія
Євген Володимирович Титов народився 16 лютого 1921 року в Харкові. 1939 року після закінчення з відзнакою школи вступив до 1-го Харківського медичного інституту. У лютому 1940 року був призваний до лав Червоної Армії, був учасником Німецько-радянської війни, отримав поранення і контузії. У березні 1947 року був демобілізований і вступив на хімічний факультет Харківського університету, який закінчив з відзнакою 1952 року.  Після навчання з 1952 по 1955 рік в аспірантурі за спеціальністю «Фізична хімія» у 1958 році захистив дисертацію на здобуття ступеня кандидата хімічних наук. Працював на хімічному факультеті асистентом, старшим викладачем, доцентом. У 1961 році обраний деканом хімічного факультету.
Починаючи із 1964 року був одним із організаторів донецького Інституту фізико-органічної хімії, створення якого почалось із організації лабораторії тонкого органічного синтезу в межах Харківського фізико-технічного інституту низьких температур АН УРСР.  Є.В. Титов був призначений керівником лабораторії тонкого органічного синтезу, яка з 1 жовтня 1964 року почала підготовчу діяльність до переїзду в Донецьк. 
У травні 1973 року Є.В. Титов захистив дисертацію на здобуття ступеня доктора хімічних наук з фізичної хімії. 

## Нагороди
Нагороджений орденом  Вітчизняної війни II ступеня, медалями.
За дослідження структури і реакційної здатності азотовмісних органічних сполук (амінів, амідів, гідразинів, гідразидів), а також N-, О-ацильних солей органічних основ Є.В. Титов  удостоєний премії ім. Л.В. Писаржевського Національної Академії наук України.